# Nicolae Petriceanu
Nicolae Petriceanu (Nagybánya, 1929. december 6. – 2002) román nemzetközi labdarúgó-játékvezető.

## Pályafutása

### Nemzeti játékvezetés
1970-ben lett az I. Liga játékvezetője. A nemzeti játékvezetéstől 1978-ban vonult vissza.

#### Nemzeti kupamérkőzések
Két alkalommal vezette a román labdarúgókupa döntőjét.

##### Román labdarúgókupa
| Időpont          | Helyszín                        | Mérkőzés típusa         | Mérkőzés                                   | Eredmény | Nézők száma |
| ---------------- | ------------------------------- | ----------------------- | ------------------------------------------ | -------- | ----------- |
| 1973. július 1.  | Augusztus 23. Stadion, Bukarest | döntő második mérkőzés. | Chimia Râmnicu Vâlcea–Constructorul Galați | 3 – 0    |             |
| 1976. június 30. | Augusztus 23. Stadion, Bukarest | döntő                   | Steaua București–CSU Galați                | 1 – 0    | 50 000      |

### Nemzetközi játékvezetés
A Román labdarúgó-szövetség (FRF) Játékvezető Bizottsága (JB/CCA) 1972-ben terjesztette fel nemzetközi játékvezetőnek, a Nemzetközi Labdarúgó-szövetség (FIFA) bíróinak keretébe. A FIFA JB központi nyelvei közül a spanyolt beszéli. Több nemzetek közötti válogatott és klubmérkőzést vezetett, vagy működő társának partbíróként segített. Az aktív nemzetközi játékvezetéstől 1976 végén búcsúzott. Összesen 2 válogatott találkozót vezetett.

## Külső hivatkozások
- Nicolae Petriceanu. World Referee. [2014. október 11-i dátummal az eredetiből archiválva]. (Hozzáférés: 2014. október 6.)
- Nicolae Petriceanu. footballzz.com. (Hozzáférés: 2014. október 6.)
- Nicolae Petriceanu. eu-football.info. (Hozzáférés: 2014. október 6.)

| Elődje: Aurel Bentu | Román-labdarúgókupa döntő 1972–1973 | Utódja: Victor Pădureanu |

| Elődje: Nicolae Rainea | Román-labdarúgókupa döntő 1975–1976 | Utódja: Ioan Igna |